# Gasteranthus otongensis
Gasteranthus otongensis är en tvåhjärtbladig växtart som beskrevs av M. Freiberg. Gasteranthus otongensis ingår i släktet Gasteranthus och familjen Gesneriaceae. Inga underarter finns listade i Catalogue of Life.